# 戸曹
戸曹（ホジョ）は、朝鮮において、高麗末から李氏朝鮮にかけて置かれた行政機関。正二品衙門。六曹の一つ。1392年（太祖元年）に光化門の南に設置され、1894年（高宗31年）の甲午改革で度支(財務)衙門に改称された。戸口、貢物、田糧、租税、食糧および国家財政に関連した部分を担当した。 現在の企画財政部に相当する。
大韓帝国高宗31年である1894年に度支衙門に改革後、度支部（大蔵省）になった。

## 本組
| 品階  | 官職          | 定員    | 備考 |
| ----- | ------------- | ------- | ---- |
| 正2品 | 判書          | 1名     |      |
| 従2品 | 参判          | 1名     |      |
| 正3品 | 参議          | 1名     |      |
| 正5品 | 正郎          | 3名     |      |
| 正6品 | 佐郎          | 3名     |      |
| 従6品 | 算学教授 別提 | 1名 2名 |      |
| 従7品 | 算士          | 1名     |      |
| 従8品 | 計士          | 2名     |      |
| 正9品 | 算学訓導      | 1名     |      |
| 従9品 | 会士          | 2名     |      |

### 版籍司
版籍司は糊口・土地・賦役・公納、農業と養蚕の奨励、作物状況の調査、賑貸、還穀などを担当する。

### 会計司
会計司は中央と地方の儲積および収入と支出会計、引き継ぎ文書、財物の欠損などを担当する。

### 経費司
経費司は首都での支出経費、倭人に対する食糧配給などを担当する。

## 属衙門
- 内資寺
- 内贍寺
- 司䆃寺
- 司贍寺
- 軍資監
- 済用監
- 司宰監
- 豊儲倉
- 広興倉
- 典艦司
- 平市署
- 司醞署
- 義盈庫
- 長興庫
- 司圃署
- 養賢庫
- 五部